# Dafne (Peri)

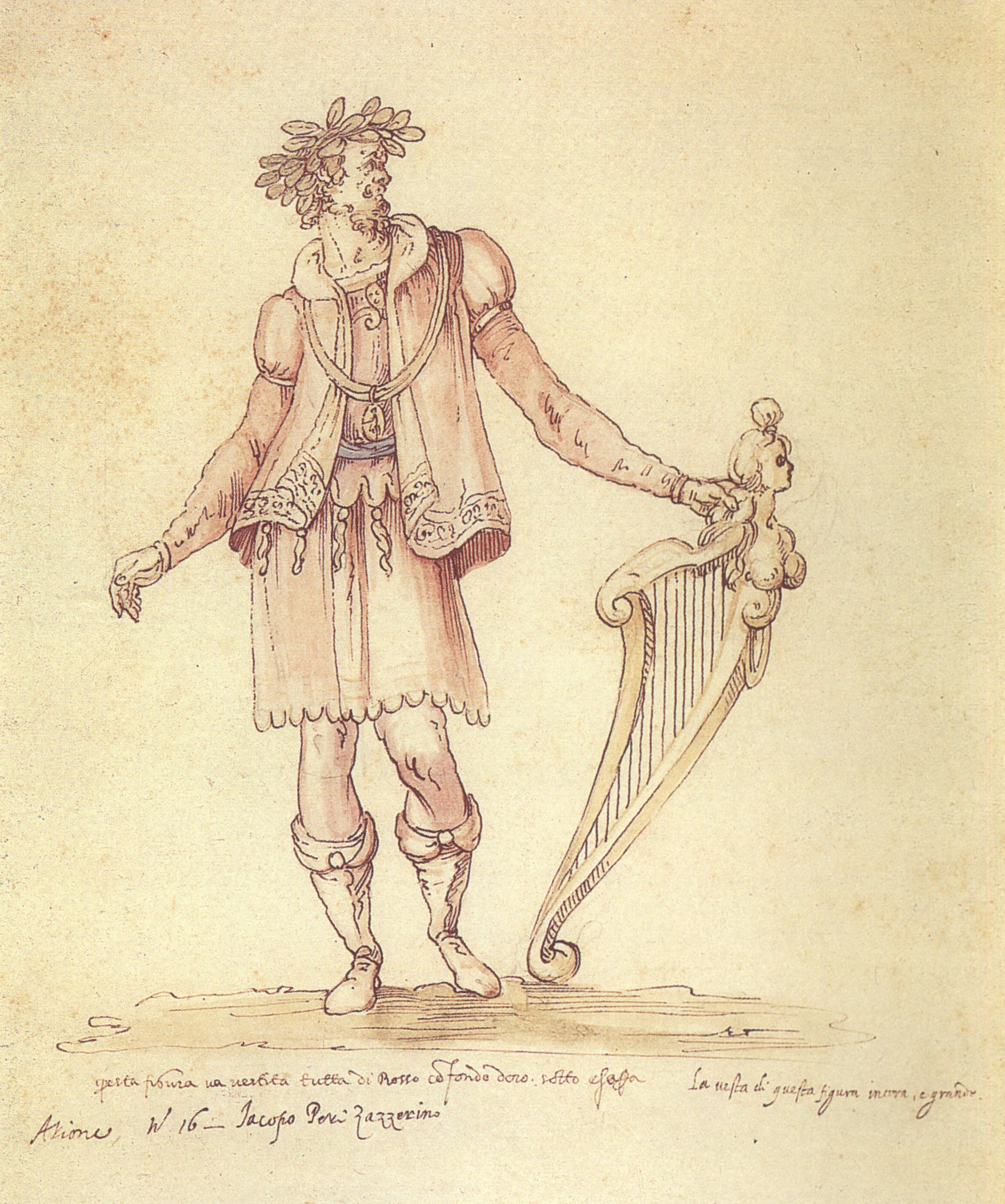
Jacopo Peri

Dafne är en opera (dramatisk fabel) i prolog och sex scener med musik av Jacopo Peri och libretto av Ottavio Rinuccini. Dafne räknas som det tidigaste verk som med moderna termer kan rubriceras som en opera.

## Historia
I slutet av 1500-talet uppstod ett intresse för att återuppliva den antika, grekiska tragedin. I Florens bildades en akademi av lärda poeter, sångare, kompositörer och författare under namnet Florentincameratan (camerata=litet rum). De var övertygade om att det antika dramat hade framförts med sång och musik. Bland akademiens medlemmar fanns tonsättaren Jacopo Peri och författaren Ottavio Rinuccini. Till karnevalen 1597 skrev Rinuccini en text som utgick från Ovidius Metamorfoser om nymfen Dafne och guden Apollon. Musiken har gått förlorad men Rinuccinis text finns bevarad.